# Офарим, Аби
А́би (А́ви) Офа́рим (Abi Ofarim, ивр. אבי עופרים‎, при рождении Абраха́м [Авраа́м] Ре́йхштадт, нем. Abraham Reichstadt; 5 октября 1937, Цфат, Подмандатная Палестина — 4 мая 2018, Мюнхен, Германия) — израильский танцовщик и музыкант, музыкальный менеджер, аранжировщик.

## Биография

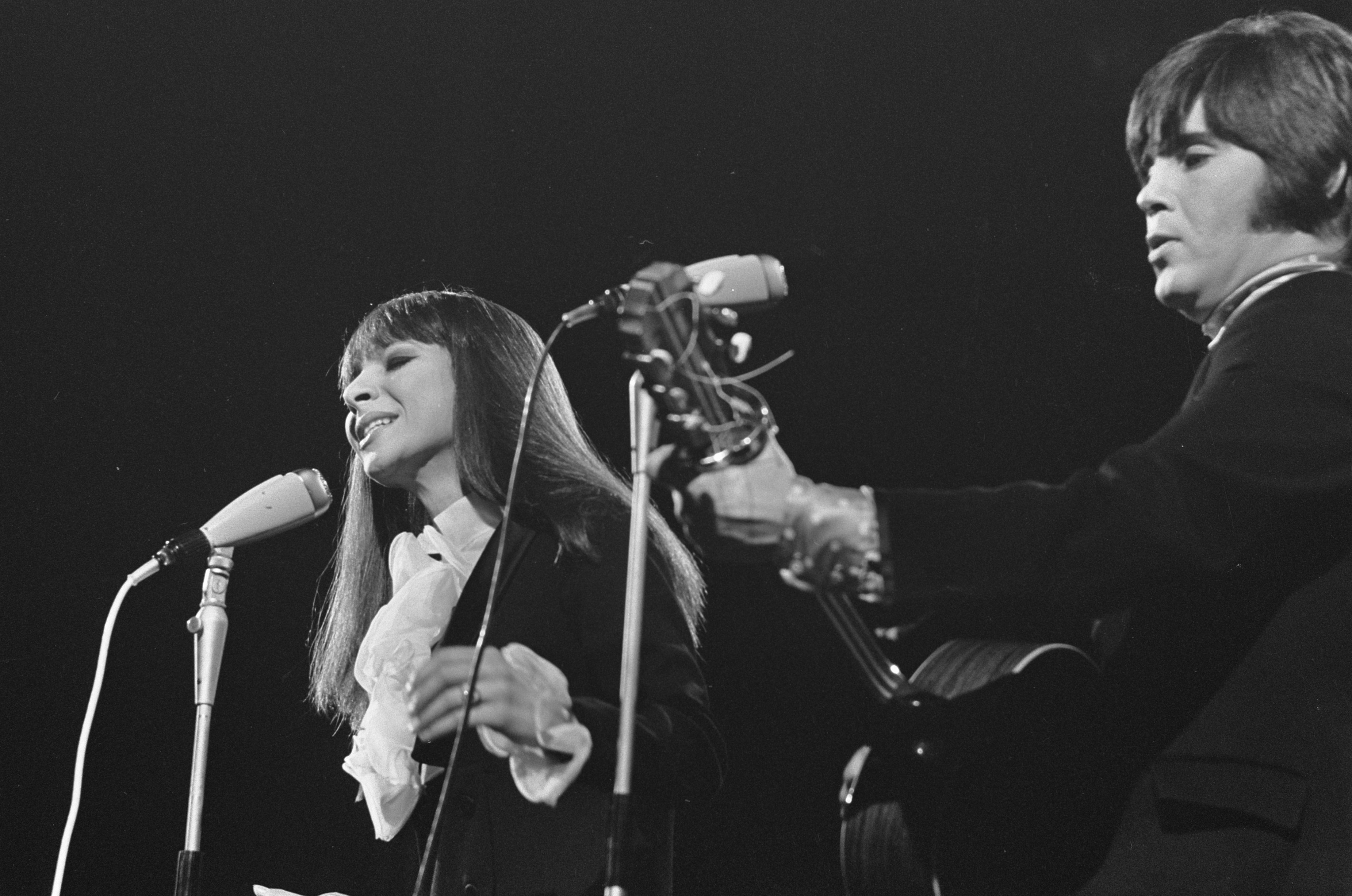
Эстер и Аби Офарим. Амстердам, 8 марта 1968

С двенадцати лет посещал балетную школу. В пятнадцать лет дебютировал на сцене театра в Хайфе. К семнадцати годам выступал в качестве хореографа-постановщика; к восемнадцати владел собственной студий танцев.
В 1959 году женился на израильской певице и актрисе Эстер Офарим; два года спустя переехал с женой в Женеву. В середине 1960-х годов дуэт Эстер и Аби Офарим приобрёл популярность в ФРГ благодаря хиту «Noch einen Tanz» («Ещё один танец», 1966) и кавер-версии песни Bee Gees «Morning of My Life» («Утро моей жизни», 1967). В 1968 году американский ретро-шлягер Мэйсона Уильямса и Нэнси Эймс «Cinderella Rockefella» («Золушка Рокфеллер») в исполнении Эстер и Аби Офарим попал в чарты нескольких европейских стран. В ходе британского гастрольного турне дуэт супругов Офарим дал концерт в лондонском королевском Альберт-холле, после которого был представлен королеве Великобритании Елизавете II.
К концу 1960-х годов дуэт достиг пика популярности в Западной Европе и США: Ави и Эстер выпустили несколько студийных и концертных альбомов, совершили всемирный гастрольный тур, вели еженедельную музыкальную передачу на Би-би-си. Тем не менее в семье нарастали личные и творческие разногласия, и в мае 1969 года супруги, в то время жившие в ФРГ, расстались, а в ноябре 1970 года официально развелись.
После развода с Эстер Ави некоторое время страдал от алкогольной и наркотической зависимости, однако продолжал выступать с концертами и записывать студийные альбомы, учредил собственную продюсерскую компанию PROM. В 1982 году выпустил книгу мемуаров «Цена диких лет», в 2010 году — вторую книгу воспоминаний «Свет и тени».
В апреле 2014 года стал учредителем мюнхенского «Молодёжного центра для пожилых людей» (нем. Jugendzentrum für Senioren) — социального проекта по защите престарелых граждан от нищеты и одиночества под эгидой основанной им гуманитарной организации Kinder von gestern e. V. («Дети вчерашнего дня»).
Жил в мюнхенском районе Швабинг. Умер во сне на 81-м году жизни после продолжительной болезни.

### Личная жизнь
Был трижды женат (развёлся с третьей женой в 2004 году). Сын Ави от второго брака Оливер Бербен — кинопродюсер и режиссёр. Сыновья от третьего брака Гиль  и Таль Офарим (Tal Ofarim) — актёры, музыканты, участники мюнхенской рок-группы Zoo Army.

## Дискография

### Альбомы
- 1972 — Ofarim & Winter. Ofarim & Winter (CBS[англ.])
- 1982 — Much Too Much (RCA)
- 2009 — Too Much of Something (Sony Music Entertainment Germany)

### Синглы
- 1964 — «Shake, Shake (Wenn ich dich nicht hätte)» (Philips)
- 1971 — «Zeit ist Geld» (Warner Bros. Records)
- 1973 — Ofarim & Winter. «Slow Motion Man» (CBS)
- 1973 — Ofarim and Winter. «Take Me Up to Heaven» (CBS)
- 1973 — Ofarim & Winter. «Speak to Me» (CBS)
- 1973 — Ofarim & Winter. «Why Red» (CBS)
- 1982 — «Mama, O Mama» (RCA)
- 1982 — «Heartaches» (RCA)
- 1989 — Abi Ofarim & Sima. «In The Morning of My Life[англ.]» (Polydor)
- 2007 — «Mama, Oh Mama» (White Records)